# Waves and Numb3rs
Waves and Numb3rs è il ventunesimo album dal vivo del gruppo musicale britannico Marillion, pubblicato il 7 dicembre 2016 dalla Racket Records e dalla Intact Records.

## Descrizione
Pubblicato in contemporanea a Marbles in the Park e Singles Night come controparte audio del triplo album video Out of the Box, l'album contiene la registrazione della prima data del Marillion Weekend 2015 svoltasi il 20 marzo 2015 nei Paesi Bassi, durante la quale è stato eseguito nella sua interezza il dodicesimo album in studio Anoraknophobia.

## Tracce
Testi di Steve Hogarth (eccetto dove indicato), musiche dei Marillion.
CD 1
1. Between You and Me – 6:50
2. Quartz – 10:28
3. Map of the World – 5:16
4. When I Meet God – 9:48 (testo: Steve Hogarth, Nick Van Eede)
5. The Fruit of the Wild Rose – 7:04
6. Separated Out – 6:50
7. The Is the 21st Century – 10:57
8. If My Heart Were a Ball It Would Roll Uphill – 9:41

CD 2
1. This Strange Engine – 17:29 (testo: Steve Hogarth, John Helmer)
2. Gaza – 19:45
3. Three Minute Boy – 10:50

## Formazione
- Steve Hogarth – voce, chitarra, tastiera, percussioni
- Steve Rothery – chitarra
- Pete Trewavas – basso, cori
- Mark Kelly – tastiera
- Ian Mosley – batteria